# Faxe Kalkbrud
Faxe Kalkbrud er et kalkbrud lige øst for Faxe by. Brydningen startede i begyndelsen af 1200-tallet. I 1600-tallet suppleredes med kalkbrænding. Kalkbruddet er ca. 150 hektar (1,5 (nord-sydlig retning) X 1 (øst-vest) kilometer) stort og 45 m dybt. 
Siden 1884 er brydningen drevet af Faxe Kalk A/S, som i dag (2015) ejes af belgiske Lhoist Group, der har produktion i 25 lande. Der produceres bl.a. brændt kalk, kalk til teknisk brug, jordbrugs- og foderkalk.
Kalken er ca. 63 millioner år gammel og stammer fra en hævet havbund fra Danientiden i begyndelse af Palæogen.
Der er rig mulighed for at finde fossiler.
Ved Faxe findes en egentlig koralbanke, hvor et åbent netværk af grenede koraller har samlet slam og andre sedimenter. Bjergarten er generelt stærkt hærdnet, men kan være meget porøs. Koralkalken dækker et område på ca. 2 km², hvor den veksler med bryozobanker, der har vokset ind mod og over små koralbanker eller rev.
I kalkbruddet ved Faxe kan man finde fossiler af de mange havdyr, der levede her som hajer, blæksprutter, krabber, fisk, søpindsvin, muslinger og snegle. Der er fundet mere end 500 arter havdyr.

## Rollotårnet 1938-1950
Rollotårnet blev opført 1938 opkaldt efter vikingen Rollo, der blev hertug af Normandiet i 900-tallet. Tårnet var 25 m højt og stod på Faxe Bankes højeste punkt. Da Faxe kalkbrud skulle udvides, måtte tårnet opgives. Det danske militær stod for sprængningen maj 1950.

## Ekstern henvisning
- Wikimedia Commons har flere filer relateret til Faxe Kalkbrud
- Østsjællands Museum om Faxe Kalkbrud Arkiveret 9. september 2012 hos  Wayback Machine
- Fakse Kalk, Fix Faxe Arkiveret 11. marts 2007 hos  Wayback Machine
- Kort over Danmark Arkiveret 12. november 2020 hos  Wayback Machine

55°15′30″N 12°7′45″Ø / 55.25833°N 12.12917°Ø